# Jinji Shuiku
Jinji Shuiku (kinesiska: 金鸡水库) är en reservoar i Kina. Den ligger i provinsen Guangdong, i den södra delen av landet, omkring 140 kilometer nordväst om provinshuvudstaden Guangzhou. Jinji Shuiku ligger 172 meter över havet. I omgivningarna runt Jinji Shuiku växer i huvudsak städsegrön lövskog.
Genomsnittlig årsnederbörd är 2 247 millimeter. Den regnigaste månaden är maj, med i genomsnitt 346 mm nederbörd, och den torraste är oktober, med 51 mm nederbörd.